# Arbeitsausschuss „Reich und Heimat“
Der Arbeitsausschuss „Reich und Heimat“ war ein bayerischer Arbeitsverbund in den 1930er Jahren, der sich gegen separatistische Bewegungen in Bayern richtete und sich für den Fortbestand einer föderalistischen Struktur einsetzte.

## Struktur
Initiiert wurde der Ausschuss von den Ministerpräsidenten Eugen von Finckh aus Oldenburg und Heinrich Held aus Bayern. Vorsitzender war der spätere Leiter der Statistischen Abteilung im SS-Hauptamt Richard Korherr, der 1934 seitens des bayrischen Ministerpräsidenten dazu ernannt wurde. Der Dokumentennachlass des Verbandes befindet sich im Bayerischen Hauptstaatsarchiv.